# داني فيليب
داني فيليب (بالإنجليزية: Danny Philip)‏ (مواليد 5 أغسطس 1953) هو سياسي ودبلوماسي من جزر سليمان، شغل سابقاً منصب رئيس الوزراء، شغل هذا المنصب بعد الانتخابات العامة لسنة 2010، عمل كوزير للخارجية من 1995 إلى 1996 ومن 2000 إلى 2001. كان قائدا لحزب الشعب التقدمي من 1997 إلى 2000، بعدها أسس حزب الإصلاح الديمقراطي الذي كان قائدا له حين تم انتخابه رئيسا للوزراء سنة 2010.

## حياته الخاصة
داني فيليب ولد 5 غشت سنة 1953. كانت أمه تعاني من مرضشلل الأطفال وماتت بعد ولادته بيومين.
عمل فيليب كأستاذ للغة الإنجليزية، أصله من بلدة تسمى لوكورو والتي تقع في جزيرة ريندوفا. فيليب متزوج وله أطفال.

## الحياة السياسية
خدم فيليب سابقًا أربع فترات في البرلمان الوطني لجزر سليمان بين عامي 1984 و2001. ومثل دائرة فونا فونا-ريندوفا-تيتيباري من عام 1984 حتى عام 1993. ثم انتُخب فيليب نائبًا لعضو البرلمان عن دائرة جورجيا الجنوبية الجديدة-ريندوفا-تيتبار من 1994 حتى 2001.
شغل فيليب منصب وزير خارجية جزر سليمان لفترتين، 1995 إلى 1996 ومرة أخرى من يوليو 2000 إلى يونيو 2001.